# Ираньета, Роберто
Роберто Луис Ираньета (исп. Roberto Luis Irañeta; 21 марта 1915, Мендоса — 1993) — аргентинский футболист, левый нападающий.

## Карьера
Роберто Ираньета родился в семье басков, где ещё было пять сыновей — Мартин, Рито, Луис и Карлос. Он начал карьеру в команде «Колехио Насьональ». Оттуда футболист перешёл в местный клуб «Химнасия и Эсгрима». В составе команды Ираньета выигрывал в 1931, 1933, 1937 и 1939 годах чемпионаты Мендосы, был капитаном команды. В 1934 году он подписал договор с «Ривер Плейтом», но так и не сыграл за этот клуб, так как его отец не отпустил игрока в Буэнос-Айрес. По другой версии, «Ривер» только провёл просмотр, а в подписании договора уже было отказано отцом футболиста. Отец Роберто сказал: «Ты никуда не уедешь, ты остаешься здесь и продолжишь работать в банке. Довольствуйтесь игрой по воскресеньям в „Химнасии и Эсгриме“». Любопытно, что «Ривер», чтобы не уезжать без футболистов из Мендосы, был вынужден подписать другого игрока «Химнасии» — Бруно Родольфи. В 1940 году Роберто завершил свою карьеру. Выступал Ираньета и за сборную Мендосы.
В 1934 году сборная Аргентины готовилась к поездке на чемпионат мира. Из-за того, что ведущие профессиональные клубы страны отказались отпускать своих игроков на это первенство, в команде оказались несколько игроков из любительских команд страны, среди которых оказался и Ираньета, ставший первым игроком из Мендосы на мировом чемпионате. Команда отправилась в Италию из Буэнос-Айреса на пароходе «Нептуния». Во время плавания Роберто отпраздновал свой 19-й день рождения. 27 мая 1934 года Аргентина вышла на поле в матче с Швецией, где проиграла со счётом 2:3. Роберто провёл весь матч. Долгие годы Ираньета оставался самым молодым игроком сборной Аргентины, вышедшим на поле в матче чемпионата мира (19 лет и 2 месяца), лишь в 2006 году его опередил Лионель Месси, который появился на мировом первенстве в возрасте 18 лет.
Во время и после занятий футболом, Ираньета работал в Банке Мендосы, где достиг должности менеджера. Также со своим братом Рито он основал магазин элитных предметов для дома, который проработал почти 30 лет на улице Эспехо в центре города.

## Международная статистика
| Матчи Роберто Ираньеты за сборную Аргентины | Матчи Роберто Ираньеты за сборную Аргентины | Матчи Роберто Ираньеты за сборную Аргентины | Матчи Роберто Ираньеты за сборную Аргентины | Матчи Роберто Ираньеты за сборную Аргентины | Матчи Роберто Ираньеты за сборную Аргентины | Матчи Роберто Ираньеты за сборную Аргентины |
| ------------------------------------------- | ------------------------------------------- | ------------------------------------------- | ------------------------------------------- | ------------------------------------------- | ------------------------------------------- | ------------------------------------------- |
| №                                           | Дата                                        | Место проведения                            | Оппонент                                    | Счёт                                        | Голы                                        | Турнир                                      |
| 1                                           | 27 мая 1934                                 | Болонья                                     | Швеция                                      | 2:3                                         | —                                           | Чемпионат мира                              |

## Личная жизнь
Роберто Ираньета был женат на Элине Эрисе. У них родились две дочери — Мария Элена и Беатрис и сын Роберто Исидро.